# Alpay Özalan
Alpay Fehmi Özalan (né le 29 mai 1973 à İzmir) est un ancien footballeur turc. Il jouait au poste de défenseur central. Il a fait partie de l'équipe de Turquie qui a atteint la troisième place de la coupe du monde 2002.
Il a été licencié du club d'Aston Villa en 2003 pour s'être accroché avec David Beckham lors d'un match international entre la Turquie et l'Angleterre.

## Carrière politique
Il est élu député aux élections législatives turques de 2018 sous les couleurs du parti au pouvoir AKP dans la deuxième circonscription d'İzmir.

## Équipe nationale
- 87 sélections et 4 buts en équipe de Turquie entre 1995 et 2005
- Troisième de la coupe du monde 2002

## Distinctions personnelles
- Membre de l'équipe type de la Coupe du monde 2002